# Adolphe Cassandre
Adolphe Cassandre, pseudonym för Adolphe Mouron, född den 24 januari 1901 i Charkov, Lillryssland, Kejsardömet Ryssland (nuvarande Ukraina), död den 17 juni 1968 i Paris, var en fransk målare, affischartist och typsnittsdesigner.

## Biografi
Cassandre föddes i Lillryssland i Kejsardömet Ryssland av franska föräldrar och flyttade som ung man till Paris. Där utbildade han sig vid École des Beaux-Arts och vid Académie Julian. Inspirerad av kubism och surrealism gjorde han sig känd med verk som Bucheron (Skogshuggare), en affisch skapad för en möbelsnickare, som vann första pris vid Exposition Internationale des Arts Décoratifs et Industriels Modernes. Han bröt därmed radikalt med den traditionella affischkonsten.
Cassandre kunde med hjälp av partners starta den egna reklambyrån Alliance Graphique, som servade en brett varierad skara kunder under 1930-talet. Mest känd är han kanske för sina affischer för reseföretag som t.ex. Compagnie Internationale des Wagons-Lits. Hans skapelser för Dubonnet Wine Company var bland de första affischerna som utformades för att ses av åkande i rörliga fordon. Hans affischer är minnesvärda för sina innovativa grafiska lösningar och deras nära koppling till målare som Max Ernst och Pablo Picasso.
Typografins stora betydelse för affischdesign medförde att hans byrå skapade flera nya typsnitt, som Bifur (1929), sans serif Acier Noir (1935) och Peignot (1937). År 1936 blev hans verk utställda på Museum of Modern Art i New York, vilket ledde till uppdrag från modemagasinet Harper's Bazaar att utforma omslag.
I inledningen av andra världskriget tjänstgjorde Cassandre i franska armén fram till Frankrikes fall. Med sitt företag i nedgång, försörjde han sig med att skapa scenografier och dräkter för teater. Efter kriget fortsatte han med denna typ av arbete samtidigt som han återvände till stafflimålning. År 1963 skapade han den välkända logotypen för Yves Saint-Laurent.
Under sina sista år drabbades Cassandre av anfall av depression vilket ledde till att han begick självmord i Paris 1968.
Cassandre är representerad vid bland annat Victoria and Albert Museum.